# フリートーク
フリートーク（Free Talk、1985年4月8日 - 不明）は、日本の競走馬、繁殖牝馬。主な勝ち鞍に1988年のフラワーカップとクイーンステークス。主戦騎手は増沢末夫。

## 経歴

### 競走馬時代
1985年、北海道早来町の社台ファーム早来に生まれる。父リアルシャダイは競走馬時代ドーヴィル大賞優勝などの実績を挙げたのち日本へ種牡馬として輸入されており、本馬はその初年度産駒であった。母ダイナフリートは10戦0勝という成績である。幼駒の頃は細身の馬体で、同期生産馬のスカーレットリボンがA級の評価だったのに対し、本馬はB級と見なされていた。のち社台グループの一口馬主クラブ・社台レースホースの出資募集馬となったが、口数も余っていたとされる。なお、馬名は母ダイナフリートからの連想で、出資者が考案したものである。
4歳となった1988年1月末にデビュー。初戦の2着を経て、翌週連闘で臨んだ未勝利戦で初勝利を挙げた。さらに条件戦で2着となり、ここまでダート競走を使われ続けていたが、騎手を務めていた増沢末夫が調教師の鈴木康弘に「芝でも走る」と進言したこともあり、4戦目の重賞・フラワーカップで芝の競走に初出走した。8番人気の評価だったが、レースでは2番手集団追走から最後の直線で楽に抜け出し、2着マイネレーベンに2馬身半差をつけて勝利。一躍、牝馬クラシック初戦・桜花賞への有力候補となった。
4月10日に迎えた桜花賞は確固たる本命馬不在といわれ、当日6番人気のフリートークを含む上位人気6頭ほどまでは勝機充分とみられていた。レースでは5番手前後を進み直線で抜け出しを図ったが、勝ったアラホウトクから4馬身弱の差で3着となった。牝馬クラシック二冠目の優駿牝馬（オークス）では桜花賞同様に6番人気の支持から4着となる。
夏の休養を経て、秋は牝馬三冠最終戦・エリザベス女王杯を目標に、クイーンステークスから始動。単枠指定され1番人気に推されたフリートークは、1000メートル通過64秒2という「超スローペース」を2番手で追走、最後の直線で抜け出して重賞2勝目を挙げた。父リアルシャダイ、母の父エルセンタウロという血統構成から、遅咲きの長距離血統ともみられ、この勝利によりエリザベス女王杯への最有力馬と見る向きも生まれたが、その後の調教中に躓いて膝を負傷し、戦線を離脱。そのまま復帰することなく引退となった。

### 引退後
引退後は故郷の社台ファーム早来（のちノーザンファームと改称）で繁殖牝馬となったが、ミスターシービーと交配された初年度は流産、3年目にも不受胎となるなどしており、結果して出産したのは3頭、そのうち競走馬となったのは2頭のみであった。しかし、そのうちの1頭の牝駒シングライクトークは中央競馬で7勝を挙げてオープンクラスまで昇り、マーメイドステークスと阪神牝馬特別では2着に連対した。なお、フリートーク自身は1996年1月27日付で用途変更となり、それ以降の動向はわかっていない。

## 競走成績
以下の内容は、netkeiba.comおよびJBISサーチに基づく。
| 年月日 | 年月日 | 年月日 | 競馬場 | レース名   | 格   | 頭数 | 枠番 | 馬番 | 人気 | 着順 | 距離（状態）  | タイム | 着差   | 騎手     | 斤量 | 勝ち馬/（2着馬）   |
| 1988.  | 1.     | 30     | 東京   | 4歳新馬    |      | 8    | 1    | 1    | 3    | 2着  | ダ1600m（良） | 1:41.1 | 0.2秒  | 増沢末夫 | 53   | ウイルセゾン       |
|        | 2.     | 7      | 東京   | 4歳新馬    |      | 9    | 1    | 1    | 1    | 1着  | ダ1600m（良） | 1:41.6 | -1.1秒 | 増沢末夫 | 53   | （シルキードール） |
|        | 2.     | 21     | 東京   | うぐいす賞 | 400  | 8    | 2    | 2    | 2    | 2着  | ダ1600m（良） | 1:41.0 | 0.1秒  | 増沢末夫 | 53   | ハルジオン         |
|        | 3.     | 9      | 東京   | フラワーC  | GIII | 15   | 5    | 8    | 8    | 1着  | 芝1800m（稍） | 1:49.0 | -0.4秒 | 増沢末夫 | 53   | （マイネレーベン） |
|        | 4.     | 10     | 阪神   | 桜花賞     | GI   | 18   | 4    | 7    | 6    | 3着  | 芝1600m（良） | 1:35.4 | 0.6秒  | 増沢末夫 | 55   | アラホウトク       |
|        | 5.     | 22     | 東京   | 優駿牝馬   | GI   | 22   | 7    | 18   | 6    | 4着  | 芝2400m（良） | 2:28.8 | 0.5秒  | 増沢末夫 | 55   | コスモドリーム     |
|        | 10.    | 2      | 新潟   | クイーンS  | GIII | 9    | 6    | 6    | 1    | 1着  | 芝2000m（良） | 2:04.0 | -0.1秒 | 増沢末夫 | 54   | （キリセオリー）   |

## 繁殖成績
シングライクトークの孫にあたるシングウィズジョイが2015年のフローラステークスなどを制し、重賞勝ち馬となった。
|       | 生年   | 馬名                   | 性 | 毛色 | 父               | 馬主                       | 管理調教師     | 戦績       | 主な勝利競走 | 供用         | 出典   |
| ----- | ------ | ---------------------- | -- | ---- | ---------------- | -------------------------- | -------------- | ---------- | ------------ | ------------ | ------ |
| 第1子 | 1992年 | シングライクトーク     | 牝 | 鹿毛 | ノーザンテースト | （有）社台レースホース     | 美浦・鈴木康弘 | 15戦7勝    |              | （繁殖牝馬） | [ 7 ]  |
| 第2子 | 1994年 | （フリートークの1994） | 牡 | 鹿毛 | ノーザンテースト |                            |                | （不出走） |              |              | [ 11 ] |
| 第3子 | 1995年 | メイクミーセンス       | 牝 | 鹿毛 | アンバーシャダイ | （株）日本ダイナースクラブ | 美浦・鈴木康弘 | 1戦0勝     |              |              | [ 12 ] |

## 血統表
| フリートークの血統（ロベルト系 Nasrullah4×5=9.38%） | フリートークの血統（ロベルト系 Nasrullah4×5=9.38%） | フリートークの血統（ロベルト系 Nasrullah4×5=9.38%） | （血統表の出典）         | （血統表の出典） |
| 父系                                                | ロベルト系                                          | ロベルト系                                          | ロベルト系               | [ § 2 ]          |
| 父 *リアルシャダイ Real Shadai 1979 黒鹿毛          | 父の父Roberto 1969 鹿毛                             | Hail to Reason                                      | Turn-to                  | Turn-to          |
| 父 *リアルシャダイ Real Shadai 1979 黒鹿毛          | 父の父Roberto 1969 鹿毛                             | Hail to Reason                                      | Nothirdchance            |                  |
| 父 *リアルシャダイ Real Shadai 1979 黒鹿毛          | 父の父Roberto 1969 鹿毛                             | Bramalea                                            | Nashua                   | Nashua           |
| 父 *リアルシャダイ Real Shadai 1979 黒鹿毛          | 父の父Roberto 1969 鹿毛                             | Bramalea                                            | Rarelea                  |                  |
| 父 *リアルシャダイ Real Shadai 1979 黒鹿毛          | 父の母Desert Vixen 1970 黒鹿毛                      | In Reality                                          | Intentionally            | Intentionally    |
| 父 *リアルシャダイ Real Shadai 1979 黒鹿毛          | 父の母Desert Vixen 1970 黒鹿毛                      | In Reality                                          | My Dear Girl             |                  |
| 父 *リアルシャダイ Real Shadai 1979 黒鹿毛          | 父の母Desert Vixen 1970 黒鹿毛                      | Desert Trial                                        | Moslem Chief             | Moslem Chief     |
| 父 *リアルシャダイ Real Shadai 1979 黒鹿毛          | 父の母Desert Vixen 1970 黒鹿毛                      | Desert Trial                                        | Scotch Verdict           |                  |
| 母 ダイナフリート 1979 鹿毛                         | 母の父*エルセンタウロ El Centauro 1974 鹿毛         | Sideral                                             | Seductor                 | Seductor         |
| 母 ダイナフリート 1979 鹿毛                         | 母の父*エルセンタウロ El Centauro 1974 鹿毛         | Sideral                                             | Starling                 |                  |
| 母 ダイナフリート 1979 鹿毛                         | 母の父*エルセンタウロ El Centauro 1974 鹿毛         | Planetaria                                          | Penny Post               | Penny Post       |
| 母 ダイナフリート 1979 鹿毛                         | 母の父*エルセンタウロ El Centauro 1974 鹿毛         | Planetaria                                          | Crescent                 |                  |
| 母 ダイナフリート 1979 鹿毛                         | 母の母*ロイヤルレジナ Royal Regina 1962 鹿毛        | Fleet Nasrullah                                     | Nasrullah                | Nasrullah        |
| 母 ダイナフリート 1979 鹿毛                         | 母の母*ロイヤルレジナ Royal Regina 1962 鹿毛        | Fleet Nasrullah                                     | Happy Go Fleet           |                  |
| 母 ダイナフリート 1979 鹿毛                         | 母の母*ロイヤルレジナ Royal Regina 1962 鹿毛        | Fine Catch                                          | Sailor                   | Sailor           |
| 母 ダイナフリート 1979 鹿毛                         | 母の母*ロイヤルレジナ Royal Regina 1962 鹿毛        | Fine Catch                                          | Gandharva                |                  |
| 母系(F-No.)                                         | ロイヤルレジナ系(FN:3-d)                            | ロイヤルレジナ系(FN:3-d)                            | ロイヤルレジナ系(FN:3-d) | [ § 3 ]          |
| 5代内の近親交配                                     | Nasrullah 4×5=9.38%                                 | Nasrullah 4×5=9.38%                                 | Nasrullah 4×5=9.38%      | [ § 4 ]          |
| 出典                                                | 1. 2. 3. 4.                                         | 1. 2. 3. 4.                                         | 1. 2. 3. 4.              | 1. 2. 3. 4.      |